# Apache Corporation
Apache Corporation ist ein US-amerikanisches Unternehmen mit Firmensitz in Houston, Texas. Das Unternehmen ist im Aktienindex S&P 500 gelistet. Die Apache Corporation ist eine Tochtergesellschaft der APA Corporation.
Apache wurde 1954 von Truman Anderson, Raymond Plank und Charles Arnao in Minneapolis, Minnesota gegründet. Apache ist weltweit tätig, insbesondere in Argentinien, Australien, Kanada, Ägypten und in der Nordsee (Vereinigtes Königreich). Apache fördert und verkauft Erdöl und Erdgas.
APA besitzt seit 2003 das Forties-Ölfeld, das Ende der 1970er Jahre mit Förderleistungen von über 500.000 Barrel/Tag zu den größten Ölfeldern der Nordsee zählte. 2024 hat Apache angekündigt, bis Ende 2029 seine Aktivitäten in der Nordsee vollständig zu beenden. Begründet wurde dies mit einer von der britischen Regierung angekündigten Erhöhung und Verlängerung des Erhebungszeitraums einer Übergewinnsteuer auf Marktlagengewinne, was die Ölförderung unwirtschaftlich mache.